# Campeonato Africano de Voleibol Femenino Sub-18 de 2006
La VII edición del Campeonato Africano de Voleibol Femenino Sub-18 se llevó a cabo en Argelia del 25 al 28 de agosto. Los equipos nacionales compitieron por un cupo para el Campeonato Mundial de Voleibol Femenino Sub-18 de 2007 a realizarse en México.  

## Clasificación General
| Pos | Equipo    |
| --- | --------- |
|     | Túnez     |
|     | Egipto    |
|     | Argelia   |
| 4   | Sudáfrica |

| Predecesor: Egipto 2004 | Campeonato Africano de Voleibol Femenino Sub-20 Egipto 2006 | Sucesor: Túnez 2008 |